# 十日市場駅 (神奈川県)

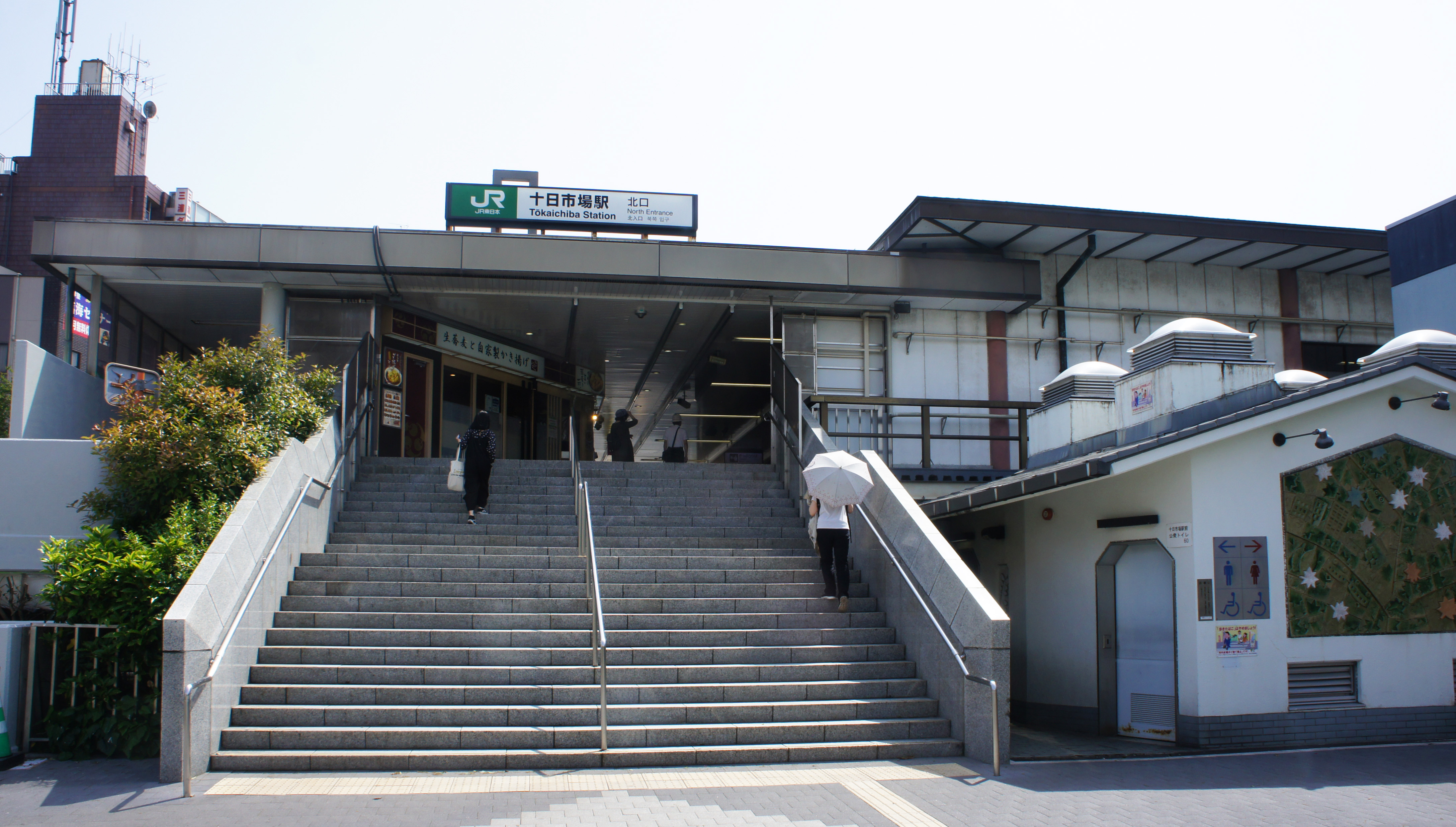
北口（2021年5月）

十日市場駅（とおかいちばえき）は、神奈川県横浜市緑区十日市場町にある、東日本旅客鉄道（JR東日本）横浜線の駅である。駅番号はJH 20。
東神奈川駅発着系統と、横浜駅経由で根岸線に直通する列車が停車する。

## 歴史
- 1977年（昭和52年）8月20日：十日市場新駅についての地元説明会が横浜市立十日市場中学校で開催される。
- 1979年（昭和54年）
  - 3月26日：当駅で横浜線複線化促進期成同盟主催の完成式が開催される[1]。
  - 4月1日：開業。長津田駅を隔てて相対する成瀬駅と同時開業だった[1]。
    - この日、当駅の開業に伴い市営バス65系統の十日市場駅 - 若葉台折返場間の運行が開始される。それと引き換えに23系統、中山駅 - 十日市場団地中央間の路線は廃止となった。
- 1980年（昭和55年）4月23日：駅前に日本初の3階建て自転車駐輪場がオープンする。[要出典]
- 1987年（昭和62年）4月1日：国鉄分割民営化に伴い、東日本旅客鉄道（JR東日本）の駅となる[6]。
- 1994年（平成6年）8月23日：自動改札機を設置し、供用開始[7]。
- 2001年（平成13年）11月18日：ICカード「Suica」の利用が可能となる[8]。
- 2004年（平成16年）9月頃：指定席券売機の稼働を開始。
- 2005年（平成17年）：あじさい茶屋が開店。
  - 2月28日：KIOSKが閉店。
  - 3月18日：NEWDAYSが開店。
- 2007年（平成19年）3月：エレベーター・下りエスカレーター設置工事完了、使用開始。
- 2012年（平成24年）
  - 2月29日：みどりの窓口の営業を終了。
  - 5月15日：業務委託化。
- 2015年（平成27年）7月12日：ATOS使用開始[9]。
- 2023年（令和5年）9月12日：スマートホームドアの使用を開始[10]。

### 駅名の由来
駅所在地の地名から。地名の由来は、中世の頃から、毎月10日に市場が開催されていたことと言われている。

## 駅構造
島式ホーム1面2線を持つ地上駅で、橋上駅舎を有している。ホームには待合室があり、八王子寄り下りエスカレーター付近に設置されている。
長津田駅管理の業務委託駅で、JRの特定都区市内制度における「横浜市内」に属する。自動券売機・多機能券売機・指定席券売機・自動改札機が設置されている。お客さまサポートコールシステムが導入されており、早朝および夜間の一部時間帯は遠隔対応のため改札係員は不在となる。

### のりば
| 番線 | 路線   | 方向 | 行先                       |
| ---- | ------ | ---- | -------------------------- |
| 1    | 横浜線 | 下り | 町田・橋本・八王子方面     |
| 2    | 横浜線 | 上り | 新横浜・東神奈川・横浜方面 |

上り方面の根岸線への直通は日中は桜木町、朝夕は先の磯子・大船方面へと直通する。

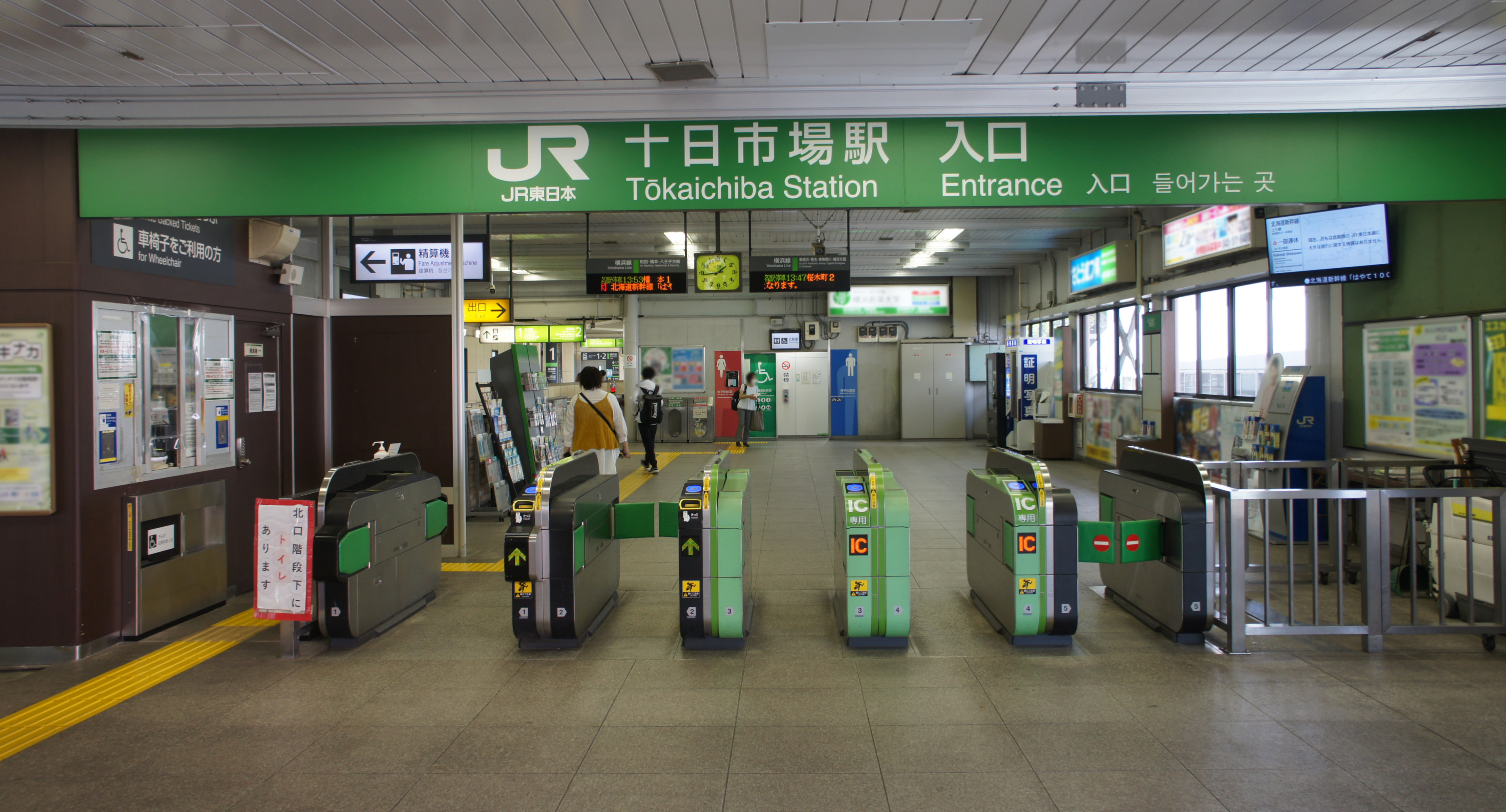
改札口（2021年5月）
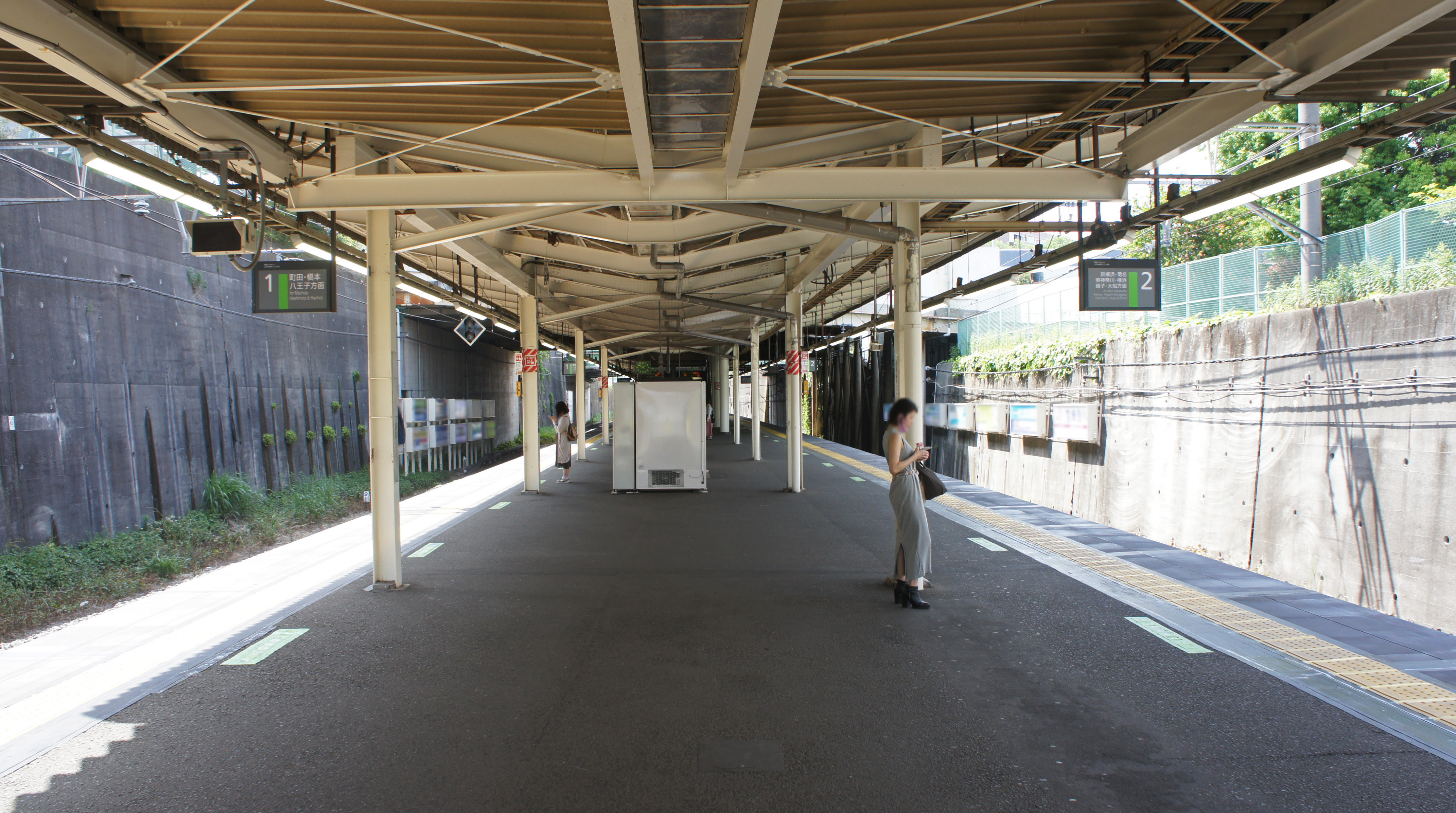
ホーム（2021年5月）

## 利用状況
2023年度（令和5年度）の1日平均乗車人員は18,509人である。横浜線の快速通過駅では淵野辺駅、古淵駅に次いで3番目に利用客が多い。
1991年度（平成3年度）以降の推移は下記の通り。
| 年度               | 1日平均 乗車人員 | 出典            |
| ------------------ | ---------------- | --------------- |
| 1991年（平成03年） | 20,580           |                 |
| 1992年（平成04年） | 21,054           |                 |
| 1993年（平成05年） | 21,033           |                 |
| 1994年（平成06年） | 21,428           |                 |
| 1995年（平成07年） | 21,987           | [ 統計 2 ]      |
| 1996年（平成08年） | 22,362           |                 |
| 1997年（平成09年） | 22,211           |                 |
| 1998年（平成10年） | 21,941           | [ 神奈川県 1 ]  |
| 1999年（平成11年） | 22,135           | [ 神奈川県 2 ]  |
| 2000年（平成12年） | 22,312           | [ 神奈川県 2 ]  |
| 2001年（平成13年） | 22,142           | [ 神奈川県 3 ]  |
| 2002年（平成14年） | 21,712           | [ 神奈川県 4 ]  |
| 2003年（平成15年） | 21,575           | [ 神奈川県 5 ]  |
| 2004年（平成16年） | 21,259           | [ 神奈川県 6 ]  |
| 2005年（平成17年） | 21,053           | [ 神奈川県 7 ]  |
| 2006年（平成18年） | 21,032           | [ 神奈川県 8 ]  |
| 2007年（平成19年） | 21,300           | [ 神奈川県 9 ]  |
| 2008年（平成20年） | 21,417           | [ 神奈川県 10 ] |
| 2009年（平成21年） | 20,996           | [ 神奈川県 11 ] |
| 2010年（平成22年） | 20,859           | [ 神奈川県 12 ] |
| 2011年（平成23年） | 20,398           | [ 神奈川県 13 ] |
| 2012年（平成24年） | 20,420           | [ 神奈川県 14 ] |
| 2013年（平成25年） | 20,916           | [ 神奈川県 15 ] |
| 2014年（平成26年） | 20,598           | [ 神奈川県 16 ] |
| 2015年（平成27年） | 20,948           | [ 神奈川県 17 ] |
| 2016年（平成28年） | 21,011           | [ 神奈川県 18 ] |
| 2017年（平成29年） | 21,175           | [ 神奈川県 19 ] |
| 2018年（平成30年） | 20,804           |                 |
| 2019年（令和元年） | 20,598           |                 |
| 2020年（令和02年） | 15,026           |                 |
| 2021年（令和03年） | 16,509           |                 |
| 2022年（令和04年） | 17,611           |                 |
| 2023年（令和05年） | 18,509           |                 |

## 駅周辺

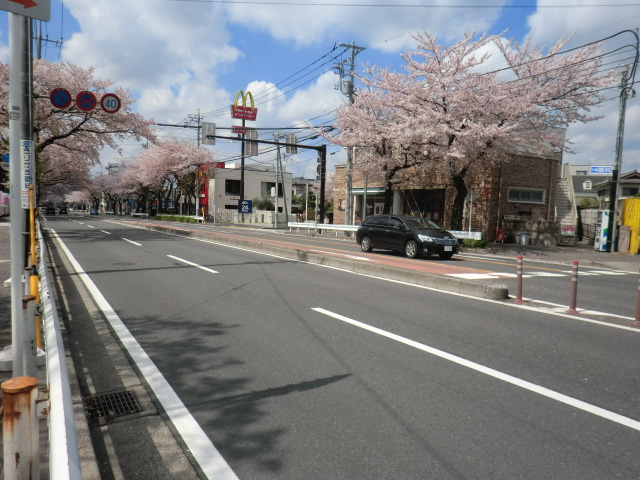
環状4号線十日市場駅前（2014年4月）

駅は環状4号線と接していて、周辺には図書館や地区センター、高齢者施設などの公共施設が集積しているとともに、大学や高校などの教育施設、新治市民の森などがある。駅周辺は住宅地も多く、駅前と環状4号線沿いに施設が建ち並んでいる。また、大学などが立地するほか塾や予備校なども多く立地し、学生・生徒の利用者が多い。南口は、近くにある大規模団地の横浜若葉台団地・霧が丘団地への利便を図るため、路線バス・タクシー専用のロータリーが作られている。北口は一般車のロータリーがある。
- 横浜市十日市場地区センター
- 横浜市緑図書館
  - 横浜市十日市場地域ケアプラザ
  - 老人福祉センター 横浜市緑ほのぼの荘
- 横浜市緑消防署十日市場消防出張所
- 横浜十日市場郵便局
- 横浜信用金庫十日市場支店
- ココカラファイン十日市場店
- スーパーオートバックス 十日市場
- ダイエー 十日市場店
- そうてつローゼン 十日市場店
- マクドナルド 十日市場店
- サイゼリヤ 十日市場駅南口店
- ジョナサン 十日市場店
- 横浜市立霧が丘義務教育学校（霧が丘学園）
- 横浜市立十日市場小学校
- 横浜市立十日市場中学校
- 横浜翠陵中学校・高等学校
- 昭和医科大学 横浜キャンパス
- 横浜商科大学 みどりキャンパス
- 横浜創英大学
- 東洋英和女学院大学
- 星槎中学校・高等学校

### バス路線
南口にバスロータリーが設けられており、横浜市営バス・東急バス・神奈川中央交通の路線バスが発着する。停留所名は「十日市場駅前」（市営）または「十日市場駅」（東急・神奈中）である。駅近隣には「十日市場」停留所という類似した名称の停留所があるが、当駅の最寄り停留所ではない。
| 十日市場駅前・十日市場駅 | 十日市場駅前・十日市場駅                            | 十日市場駅前・十日市場駅                                                                   | 十日市場駅前・十日市場駅 |
| のりば                   | 運行事業者                                          | 系統・行先                                                                                 |                          |
| ------------------------ | --------------------------------------------------- | ------------------------------------------------------------------------------------------ | ------------------------ |
| 1                        | 神奈川中央交通                                      | - 境21：三ツ境駅 - 峰02：鶴ヶ峰駅                                                          |                          |
| 1                        | - 横浜市営バス - 東急バス - 神奈川中央交通          | 23・青23：若葉台中央                                                                       |                          |
| 2                        | 横浜市営バス                                        | 65：若葉台中央                                                                             |                          |
| 3                        | 横浜市営バス                                        | - 55・345（急行）：若葉台中央 - 98：長津田駅 - 272（ふれあいバス）：（循環）ヒルタウン中央 |                          |
| 4                        | 横浜市営バス                                        | - 23：三保中央 - 23・98：中山駅                                                            |                          |
| 5                        | 横浜市営バス                                        |                                                                                            |                          |
| 東急バス                 | - 十91：横浜新緑総合病院 - 深夜：若葉台中央（休止） |                                                                                            |                          |
| 6                        | - 横浜市営バス - 東急バス                           | 23・55・65・青23：青葉台営業所/青葉台駅                                                    |                          |
| 7                        | 横浜市営バス                                        | 177：奈良北団地折返場                                                                      |                          |

## 隣の駅
東日本旅客鉄道（JR東日本）
 横浜線
■快速
通過
■各駅停車
中山駅 (JH 19) - 十日市場駅 (JH 20) - 長津田駅 (JH 21)

### 記事本文
1. 1 2 3  編集部「3月のメモ帳」『鉄道ピクトリアル』第29巻第6号（通巻第362号）、電気車研究会、1979年6月1日、90頁、ISSN 0040-4047。
2. 1 2  事業エリアマップ - JR東日本ステーションサービス.2021年9月14日閲覧
3. 1 2 3  “駅の情報（十日市場駅）：JR東日本”.   東日本旅客鉄道. 2023年11月16日時点のオリジナルよりアーカイブ。2023年11月17日閲覧。
4. 1 2  “旅客営業規則＞第2編　旅客営業 -第3章　旅客運賃・料金 -第2節　普通旅客運賃”.   東日本旅客鉄道. 2025年5月10日閲覧。
5. ↑  “首都圏エリアに「駅ナンバリング」を導入します” (pdf).   東日本旅客鉄道 (2016年4月6日). 2025年5月10日閲覧。
6. ↑  石野哲 編『停車場変遷大事典 国鉄・JR編』 II（初版）、JTB、1998年10月1日、77頁。ISBN 978-4-533-02980-6。
7. ↑  「JR年表」『JR気動車客車編成表 '95年版』ジェー・アール・アール、1995年7月1日、186頁。ISBN 4-88283-116-3。
8. ↑  “Suicaご利用可能エリアマップ（2001年11月18日当初）” (PDF).   東日本旅客鉄道. 2019年7月27日時点のオリジナルよりアーカイブ。2020年4月27日閲覧。
9. ↑  「東日本ユニオンよこはま」No.88 JR東日本労働組合横浜地方本部、2015年5月20日
10. ↑  『2023年度のホームドア整備計画について』（PDF）（プレスリリース）東日本旅客鉄道、2023年4月13日。2023年4月13日閲覧。
11. ↑  “十日市場（神奈川県横浜市）｜日神不動産株式会社”.   日神不動産株式会社 (2023年12月26日). 2025年5月10日閲覧。
12. 1 2 3  “十日市場駅｜構内図・バリアフリー情報”. JR東日本. 2025年5月10日閲覧。
13. 1 2  “３―３十日市場駅周辺のまちづくり方針”.   横浜市緑区 (2024年11月11日). 2025年5月10日閲覧。
14. 1 2 3 4 5 6 7  “十日市場駅前 (とおかいちばえきまえ)  系統一覧/横浜市営バス”.   横浜市交通局. 2025年5月10日閲覧。
15. 1 2 3 4  “十日市場駅周辺の系統一覧/東急バス”.   東急バス. 2025年5月10日閲覧。
16. 1 2 3 4 5  “「十日市場駅」バス停の時刻表/神奈川中央交通”.   神奈川中央交通. 2025年5月10日閲覧。
17. ↑  “十日市場 (とおかいちば)  系統一覧/横浜市営バス”.   横浜市営バス. 2025年5月10日閲覧。

### 利用状況
1. ↑  横浜市統計書 - 横浜市
2. ↑  線区別駅別乗車人員（1日平均）の推移 (PDF)  - 18ページ

JR東日本の2000年度以降の乗車人員
1. 1 2 3  各駅の乗車人員（2023年度） - JR東日本
2. ↑  各駅の乗車人員（2000年度） - JR東日本
3. ↑  各駅の乗車人員（2001年度） - JR東日本
4. ↑  各駅の乗車人員（2002年度） - JR東日本
5. ↑  各駅の乗車人員（2003年度） - JR東日本
6. ↑  各駅の乗車人員（2004年度） - JR東日本
7. ↑  各駅の乗車人員（2005年度） - JR東日本
8. ↑  各駅の乗車人員（2006年度） - JR東日本
9. ↑  各駅の乗車人員（2007年度） - JR東日本
10. ↑  各駅の乗車人員（2008年度） - JR東日本
11. ↑  各駅の乗車人員（2009年度） - JR東日本
12. ↑  各駅の乗車人員（2010年度） - JR東日本
13. ↑  各駅の乗車人員（2011年度） - JR東日本
14. ↑  各駅の乗車人員（2012年度） - JR東日本
15. ↑  各駅の乗車人員（2013年度） - JR東日本
16. ↑  各駅の乗車人員（2014年度） - JR東日本
17. ↑  各駅の乗車人員（2015年度） - JR東日本
18. ↑  各駅の乗車人員（2016年度） - JR東日本
19. ↑  各駅の乗車人員（2017年度） - JR東日本
20. ↑  各駅の乗車人員（2018年度） - JR東日本
21. ↑  各駅の乗車人員（2019年度） - JR東日本
22. ↑  各駅の乗車人員（2020年度） - JR東日本
23. ↑  各駅の乗車人員（2021年度） - JR東日本
24. ↑  各駅の乗車人員（2022年度） - JR東日本

神奈川県県勢要覧
1. ↑  神奈川県県勢要覧（平成12年度） - 221ページ
2. ↑  神奈川県県勢要覧（平成13年度） (PDF)  - 223ページ
3. ↑  神奈川県県勢要覧（平成14年度） (PDF)  - 221ページ
4. ↑  神奈川県県勢要覧（平成15年度） (PDF)  - 221ページ
5. ↑  神奈川県県勢要覧（平成16年度） (PDF)  - 221ページ
6. ↑  神奈川県県勢要覧（平成17年度） (PDF)  - 223ページ
7. ↑  神奈川県県勢要覧（平成18年度） (PDF)  - 223ページ
8. ↑  神奈川県県勢要覧（平成19年度） (PDF)  - 225ページ
9. ↑  神奈川県県勢要覧（平成20年度） (PDF)  - 229ページ
10. ↑  神奈川県県勢要覧（平成21年度） (PDF)  - 239ページ
11. ↑  神奈川県県勢要覧（平成22年度） (PDF)  - 237ページ
12. ↑  神奈川県県勢要覧（平成23年度） (PDF)  - 237ページ
13. ↑  神奈川県県勢要覧（平成24年度） (PDF)  - 233ページ
14. ↑  神奈川県県勢要覧（平成25年度） (PDF)  - 235ページ
15. ↑  神奈川県県勢要覧（平成26年度） (PDF)  - 237ページ
16. ↑  神奈川県県勢要覧（平成27年度） (PDF)  - 237ページ
17. ↑  神奈川県県勢要覧（平成28年度） (PDF)  - 245ページ
18. ↑  神奈川県県勢要覧（平成29年度） (PDF)  - 237ページ
19. ↑  神奈川県県勢要覧（平成30年度） (PDF)  - 221ページ